# هاينريش هوسر
هاينريش هوسر (بالألمانية: Heinrich Hauser)‏ (و. 1901 – 1955 م) هو صحفي، وكاتب، وكاتب خيال علمي، ومصور ألماني، ولد في برلين، توفي في ديسين أم أميرسيه، عن عمر يناهز 54 عاماً.

## جوائز
حصل على جوائز منها:

جائزة غرهارت هاوبتمان ‏ (1928)

## وصلات خارجية
- هاينريش هوسر على موقع IMDb (الإنجليزية)
- هاينريش هوسر على موقع مونزينجر (الألمانية)
- هاينريش هوسر على موقع أول موفي (الإنجليزية)
- هاينريش هوسر على موقع قاعدة بيانات الأفلام السويدية (السويدية)
- هاينريش هوسر على موقع قاعدة بيانات الفيلم (الإنجليزية)